# رندالف (مینه‌سوتا)
رندالف، مینه‌سوتا (به انگلیسی: Randolph, Minnesota) یک شهر در ایالات متحده آمریکا است که در شهرستان داکوتا واقع شده‌است.

## خصوصیات
رندالف ۲٫۶۷ کیلومترمربع مساحت و ۴۳۶ نفر جمعیت دارد و ۲۶۸ متر بالاتر از سطح دریا واقع شده‌است.